# Jonathan Mangum
Jonathan Mangum (Charleston (South Carolina), 16 januari 1971) is een Amerikaans acteur, komiek, filmproducent en scenarioschrijver.

## Biografie
Mangum werd geboren in Charleston en groeide op in Mobile. Hier doorliep hij de highschool aan de Mcgill-Toolen Catholic High School. Op twintigjarige leeftijd verhuisde hij naar Orlando (Florida). Hier studeerde hij af met een Bachelor of Science in psychologie aan de University of Central Florida. Tijdens zijn verblijf in Orlando begon hij zijn carrière in een lokale komedieclub, in 1995 verhuisde hij naar Los Angeles voor zijn carrière.
Mangum is in 2001 getrouwd en heeft hieruit twee zonen.

## Filmografie

### Films
Uitgezonderd korte films.
- 2020 WRZ: White Racist Zombies - als officier Chomp
- 2019 A Patient Man - als Tom Alexander
- 2018 I'll Be Next Door for Christmas - als Bradley
- 2018 Smallfoot - als stem
- 2018 Pup Star: World Tour - als Rover (stem)
- 2017 Pup Star: Better 2Gether - als Rover (stem)
- 2017 Take It from the Top - als Adam
- 2016 Pup Star - als Rover (stem)
- 2016 Monkey Up - als Jim Andrews
- 2014 House at the End of the Drive – als Robert
- 2013 Doin' It Yourself – als Jon Milgrim
- 2009 The Revenant – als nieuwslezer
- 2009 Imagine That – als collega van Franklin
- 2008 iCarly: iGo to Japan – als Henri P'Twa
- 2007 The Bucket List – als Richard
- 2006 The Enigma with a Stigma – als Andy Thiele
- 2004 Everyday Life – als Zack
- 1998 Suicide, the Comedy – als Carl

### Televisieseries
Uitgezonderd eenmalige gastrollen.
- 2024 The Fun Show - als vader - 10 afl.
- 2009-2022 Let's Make a Deal – als aankondiger – 1566 afl.
- 2020-2021 Ujokes - als Host - 96 afl.
- 2015 The Late Late Show with Craig Ferguson - als diverse personages - 5 afl.
- 2011 Drew Carey's Improv-A-Ganza - als Jon - 20 afl.
- 2007 The 1/2 Hour News Hour – als diverse personages – 5 afl.
- 2002-2004 The Drew Carey Show – als Scott – 18 afl.
- 2001 The Wayne Brady Show – als diverse personages - ? afl.
- 2000-2001 Strip Mall – als Josh MacIntosh – 22 afl.

### Filmproducent
- 2010-2022 Let's Make a Deal - televisieserie - 83 afl.
- 2020-2021 Ujokes - televisieserie - 92 afl.
- 2021 Game of Talents - televisieserie - 10 afl.
- 2020 WRZ: White Racist Zombies - film
- 2019 A Patient Man - film
- 2016 Robots Are Hard - film
- 2013 Doin' It Yourself – film
- 1999 The Meeting – korte film

### Scenarioschrijver
- 2022 American Music Awards 2022  televisiespecial
- 2020 Ujokes - televisieserie - 1 afl.
- 2016 Robots Are Hard - film
- 2015 Open Carrie - film
- 2015 BET Honors - film
- 2015 The Late Late Show with Craig Ferguson - televisieserie - 5 afl.
- 2013 Doin' It Yourself – film
- 2006 The Brandon T. jackson Show – film
- 2006 Home Purchasing Club – televisieserie
- 2004 Conversations – korte film
- 2001 The Wayne Brady Show - televisieserie
- 1999 The Meeting – korte film